# Ruth Bader Ginsburg
Ruth Bader Ginsburg, nata Joan Ruth Bader (New York, 15 marzo 1933 – Washington, 18 settembre 2020), è stata una giurista e magistrata statunitense, giudice della Corte suprema degli Stati Uniti d'America.
Fu nominata dal Presidente Bill Clinton, ed entrò in carica il 5 agosto 1993. È a oggi una delle sole sei donne che abbiano mai fatto parte della Corte Suprema, assieme a Sandra Day O'Connor (prima donna, ritiratasi nel 2006), Sonia Sotomayor, Elena Kagan, Amy Coney Barrett e Ketanji Brown Jackson (tutte e quattro in carica). Per gran parte della sua carriera, si occupò dei diritti delle donne, promuovendo l'uguaglianza di genere. Nel 2009 fu inserita da Forbes fra le 100 donne più potenti.

## Biografia
Nata il 15 marzo 1933 nel quartiere di Brooklyn a New York da genitori ebrei immigrati da Odessa (Ucraina) quando era ancora nell'Impero russo, aveva una sorella maggiore, che morì di meningite durante l'infanzia. Ottima studentessa, terminò la James Madison High School a soli 15 anni. La madre, Celia, voleva che Ruth ricevesse maggiore istruzione in modo da diventare un'insegnante di storia delle superiori: morì il giorno prima del diploma della figlia, di cancro.
Nel 1954 Ruth si laureò in diritto all'Università Cornell; quindi, dopo essersi sposata, lavorò per l'Amministrazione di Sicurezza Sociale in Oklahoma, nel 1955 iniziò il corso di laurea in giurisprudenza all'Harvard Law School, dove era una delle sole 9 studentesse in una classe di circa 500 persone. Quando il marito iniziò a lavorare a New York, lei si trasferì alla Columbia University. Nel 1959, si laureò in giurisprudenza. Nonostante varie lettere referenziali (tra cui anche una di Albert Sacks, professore e Decano delle Harvard Law School), dopo la laurea ebbe difficoltà a trovare un lavoro perché donna.
Dal 1961 al 1963 fu ricercatrice e poi direttrice associata alla Columbia Law School Project nell'ambito delle procedure internazionali. Per il progetto fece anche ricerche approfondite all'Università di Lund in Svezia, dove fu profondamente colpita dalla percentuale di studentesse presenti nelle aule (circa il 20/25% della classe di giurisprudenza) e da una giudice all'ottavo mese di gravidanza ancora al lavoro.

Ruth Bader Ginsburg mentre accetta ufficialmente la nomina del presidente Bill Clinton il 14 giugno 1993.

Dal 1963 al 1972 fu docente di processo civile alla Rutgers University, con uno stipendio molto più basso rispetto ai suoi colleghi maschi perché aveva un marito con un lavoro ben retribuito. Dal 1972 al 1980 insegnò alla Columbia University, prima donna con la cattedra e co-autrice del primo libro scolastico di legge sulla discriminazione sessuale. Collaborò come volontaria con l'American Civil Liberties Union, di cui era anche consulente legale negli anni '70 e membro del consiglio di amministrazione. Patrocinò diverse cause legali a favore dei diritti di genere.
Nel 1980 il presidente Jimmy Carter la nominò giudice della corte d'appello degli Stati Uniti d'America per il Distretto della Columbia, dove lavorò fino alla sua nomina presso la Corte suprema degli Stati Uniti d'America nel 1993. Nominata dal Presidente Bill Clinton, fu confermata dal Senato con 96 voti a favore e 3 contrari. Fu la seconda donna a far parte dell'alta corte, dopo Sandra Day O'Connor.
È morta il 18 settembre 2020 a 87 anni, a causa di un cancro metastatico al pancreas, ed è stata sepolta nel cimitero nazionale di Arlington.
La vacanza creata alla Corte suprema dalla sua morte è stata fonte di parecchie polemiche dato che pochi giorni prima del decesso Ginsburg aveva dettato alla nipote questa frase: "Il mio desiderio più ardente è che io non venga sostituita fino all'insediamento di un nuovo presidente". Nonostante ciò, il presidente Donald Trump ha nominato Amy Coney Barrett, una giudice di corte d'appello conservatrice e d'idee opposte a quelle di Ginsburg su aborto e diritti LGBT, come sua succeditrice. Barrett è entrata in carica il 27 ottobre 2020, appena 8 giorni prima delle elezioni presidenziali del 2020, poi vinte dal democratico Joe Biden.
Dal 2021 è ricordata con una targa al Giardino dei Giusti di Milano.

## Vita privata
Un mese dopo la laurea alla Cornell, la Bader sposò Martin D. Ginsburg e lo seguì a Fort Sill, in Oklahoma, dove lui era stanziato presso la Reserve Officers' Training Corps (ROTC), come ufficiale delle riserve dell'esercito dopo la sua chiamata alle armi. Lavorò per l'Amministrazione di Sicurezza Sociale in Oklahoma, prima di dover lasciare durante la gravidanza. Ha dato alla luce la figlia Jane, nel 1955. In seguito il marito divenne un avvocato fiscale di primo piano a livello internazionale ed esercitava presso Weil, Gotshal & Manges. La coppia si è poi trasferita da New York a Washington, DC, dove suo marito è diventato professore di diritto presso il Georgetown University Law Center. La figlia, Jane C. Ginsburg (nata nel 1955), è professoressa alla Columbia Law School. Il figlio, James Steven Ginsburg (nato nel 1965), è il fondatore e presidente della Cedille Records, una società di registrazione di musica classica con sede a Chicago, Illinois. Ginsburg era nonna di quattro nipoti.
Dopo la nascita della figlia, al marito di Ginsburg è stato diagnosticato un cancro ai testicoli. Durante questo periodo, Ginsburg frequentò le lezioni e prese appunti per entrambi, battendo a macchina i documenti dettati dal marito e prendendosi cura della figlia e del marito malato, il tutto mentre faceva la Harvard Law Review. Hanno celebrato il loro 56º anniversario di matrimonio il 23 giugno 2010. Martin Ginsburg è morto per complicazioni da cancro metastatico il 27 giugno 2010.

## Nella cultura di massa
- Una giusta causa (On the Basis of Sex), regia di Mimi Leder (2018)[14]
- Alla corte di Ruth - RBG (RBG), regia di Betsy West e Julie Cohen (2018) - documentario
- Will & Grace, stagione 10, episodio 14
- The Big Bang Theory, (stagione 12 episodio 6)
- Charlie’s Angels, regia di Elizabeth Banks (2019): citata nelle scene dei titoli di coda proprio da Elizabeth Banks
- The LEGO Movie 2 - Una nuova avventura, regia di Mike Mitchell (2019): appare un cameo del personaggio in versione minifigure LEGO